# Chusquea leonardiorum
Chusquea leonardiorum là một loài cỏ thuộc họ Poaceae.
Loài này chỉ có ở Ecuador.